# Phospal

Logo.

Le phospal est un engrais phosphaté fabriqué à partir de minerais alumino-calciques et alumino-siliciques extraits principalement de mines situées au Sénégal (région de Thiès). Ces minerais sont rendus plus solubles par un traitement thermique. La rapidité d'action du phospal est équivalente à celle des scories (lente).
« Phospal » est une marque française déposée le 4 décembre 1989, pour une durée de 10 ans, par la société Rhône-Poulenc Chimie. 

## Description
C'est un produit non hygroscopique, de bonne tenue dans les mélanges d'engrais. Il renferme des oligo-éléments : zinc, cuivre, molybdène et manganèse principalement.
Le phospal contient au minimum 30 % de phosphore total et possède un équivalent base E.B. : -1[réf. nécessaire] ; au moins 75 % du phosphore qu'il contient est soluble dans le citrate d'ammonium.

## Utilisation
Le phospal peut être utilisé soit comme engrais phosphaté simple pour la fertilisation des cultures, soit pour la fabrication d'engrais composés.
Il peut être utilisé dans des sols neutres ou moyennement acides ou alcalins (pH≤8) ; il y a risque de toxicité par l'aluminium lorsque le pH est très bas.
Le phospal peut également être utilisé comme condiment minéral phosphaté en alimentation animale.